# Georg Moenius
Georg Moenius (* 19. Oktober 1890 in Adelsdorf, Oberfranken; † 2. Juli 1953 in München) war ein katholischer Priester, Schriftsteller, Zeitungsredakteur und Vertreter der Friedensbewegung in der Weimarer Republik.

## Leben
Georg Moenius stammte aus dem konservativen, antipreußischen und föderalistischen Lager im deutschen Katholizismus. Er war bis 1924 als Priester in der Erzdiözese Bamberg tätig und wurde dann Reiseschriftsteller. Er war ein enger Freund von Friedrich Wilhelm Foerster.
1929 übernahm Moenius die Redaktion der in München herausgegebenen katholischen Wochenzeitung Allgemeine Rundschau. Darin trat er als profilierter Kritiker des Nationalismus und Militarismus in der Weimarer Republik hervor, der auch entsprechende Tendenzen im damaligen Katholizismus geißelte. Als Föderalist bejahte er den Friedensvertrag von Versailles und setzte sich besonders für die Versöhnung mit Frankreich und Polen ein. Er kritisierte die Gegner des Versailler Vertrages als Revanchisten mit einem „Anti-Versailles-Komplex“ und veröffentlichte Berichte über deutsche Kriegsverbrechen im Ersten Weltkrieg.
Damit zog er sich die erbitterte Feindschaft von DNVP und NSDAP zu. Deren Parteiorgane machten ihn zur Zielscheibe von gezielter Hetzpropaganda und denunzierten ihn als „Vaterlandsverräter“. Der Völkische Beobachter unter der Leitung von Alfred Rosenberg veröffentlichte z. B. 1930 einen Leitartikel gegen Moenius unter dem Titel „Der Münchner Geistliche Moenius für die Kriegsschuldlüge!“
In einer Glosse polemisierte Moenius 1931 gegen die damaligen Gedenkfeiern für Albert Leo Schlageter: Daraufhin distanzierte sich auch der Akademische Senat der Universität München von ihm und behauptete, Moenius habe sich selbst aus der deutschen Volksgemeinschaft ausgeschlossen. Moenius beschrieb 1931 die aggressiven Absichten von Alfred Hugenberg und Adolf Hitler und wandte sich gegen alle Kompromisse der Zentrumspartei mit diesen Politikern und deren Parteien. Daraufhin wurde die Allgemeine Rundschau für einen Monat verboten. Die Bayerische Volkspartei versuchte, Moenius durch Druck auf kirchliche Stellen zum Schweigen zu bringen.
Dieser emigrierte 1933 zunächst nach Österreich und beteiligte sich dort an Kampagnen zur Abwehr des Nationalsozialismus. 1938 floh er vor den Nationalsozialisten nach Italien, dann in den bislang unbesetzten Teil Frankreichs und zuletzt in die USA. 1945 kehrte er nach Kriegsende nach Deutschland zurück. In seinem Buch Der neue Weltmonarch warb er erneut für eine Neuorientierung des Katholizismus an einer föderalen Weltordnung, um den Nationalismus endgültig zu überwinden.

## Schriften
- Hölderlin – Eine philosophische Studie. Bamberg 1920
- Italienische Reise. Freiburg 1925
- Paris. Frankreichs Herz. München 1928
- Kardinal Faulhaber. Wien-Leipzig 1933
- Karl Kraus: Der Zeitkämpfer Sub Specie Aeterni. Rede zur Trauerfeier für Karl Kraus in Wien am 30. November 1936, erschienen Wien 1937
- Der neue Weltmonarch. Westheim bei Augsburg 1948
- Germanisme et Romanité. In: Henri Massis: Allemagne d'hier et d'Après-Demain. Paris 1949

als Übersetzer und Vorwortautor:
- Henri Massis: Verteidigung des Abendlandes. Einführung und Uebersetzung von Georg Moenius. Jakob Hegner Verlag, Hellerau 1930